# Jimmy Haslip

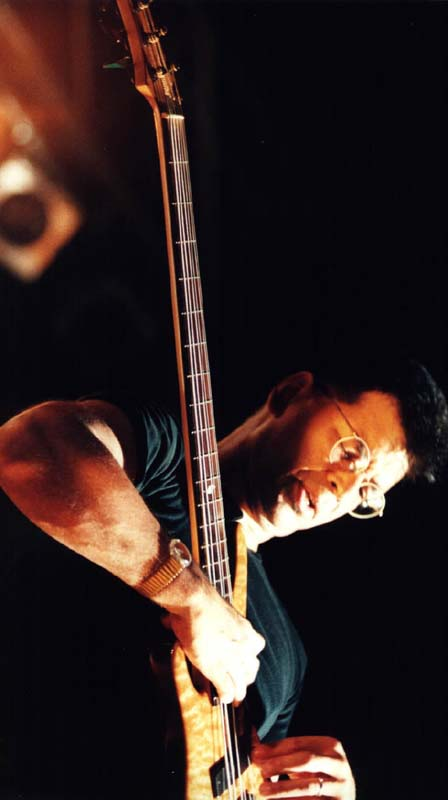
Jimmy Haslip en Liri Blues 2000

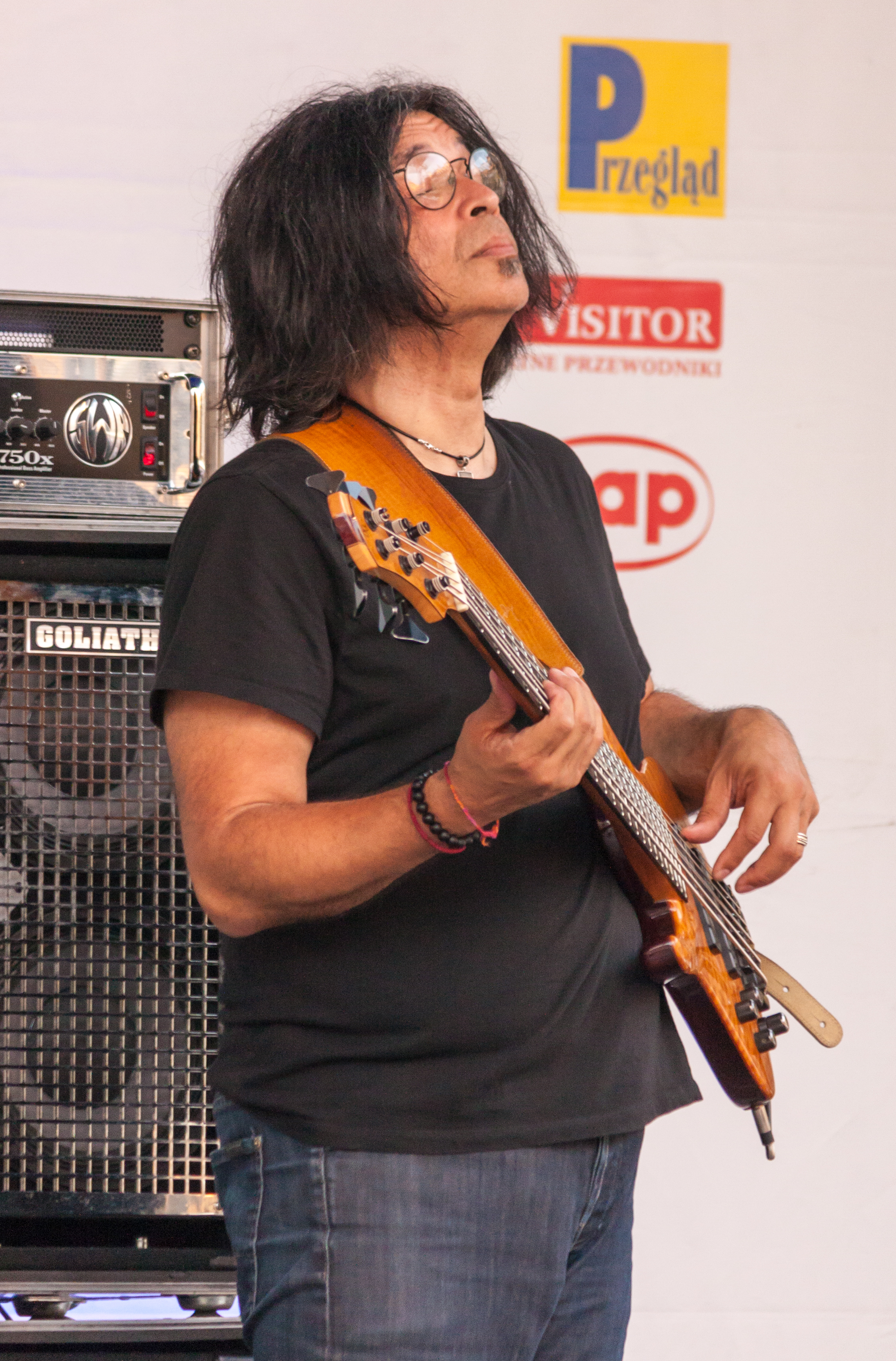
Con Jeff Lorber en Varsovia, Polonia. 2012

Jimmy Haslip es un bajista estadounidense de jazz y jazz fusión.

## Biografía
Nacido en el barrio del Bronx, en Nueva York, Jimmy Haslip creció en un entorno musical. De niño aprendió a tocar la percusión, pero cuando su hermano mayor le hizo llegar grabaciones de artistas de jazz y de música clásica decidió iniciar sus estudios musicales, empezando con la trompeta. Con 15 años, Jimmy probó por primera vez un bajo eléctrico, instrumento del que se declara prácticamente autodidacta. A mediados de la década de los 70, sin embargo, tuvo la oportunidad de recibir clases privadas del legendario Jaco Pastorius, lo que, según él mismo admite, supuso un paso de gigante en su carrera.
En 1977, junto a Robben Ford, Russell Ferrante, y Ricky Lawson, forma The Robben Ford Group, que cuatro años más tarde y tras la marcha de Ford (reemplazado por Marc Russo), sería rebautizada como los Yellowjackets.
Desde 2010, forma parte del relanzado grupo Jeff Lorber Fusion, con quien ha grabado, como intérprete, productor y arreglista, los tres discos de la nueva época.

## Valoración y estilo
Uno de los discípulos aventajados de Jaco Pastorius, Jimmy Haslip es conocido sobre todo por su participación en Yellowjackets, del que es miembro fundador. Una de las particulridades técnicas de Haslip es que, a pesar de ser zurdo, no cambia la posición de las cuerdas de sus instrumentos, por lo que su técnica de ejecución resulta radicalmente alejada de la técnica estándar. Aun así, Haslip es uno de los grandes especialistas del bajo fretless, en el que ejecuta frecuentes y complicados solos, pero despliega su virtuosismo también en el bajo acústico, el contrabajo eléctrico y en el bajo eléctrico. Su asombroso dominio técnico le sitúa entre los principales exponentes del instrumento dentro del complejo género del jazz fusión, y le ha valido dos premios Grammy y 11 nominaciones.
El músico cita entre sus influencias musicales a Paul McCartney, James Brown, Tito Puente, Chick Corea, Jimi Hendrix, Béla Bartók, Mozart, Antonio Carlos Jobim, Wayne Shorter, Joe Zawinul, Jaco Pastorius, Charles Mingus, Miles Davis, Nicolas Slonimsky, John Coltrane, Thelonious Monk, Sting, Peter Gabriel, Joni Mitchell, Count Basie o Duke Ellington, entre otros.

## Discografía
Además de haber participado en la grabación de todos los álbumes de Yellowjackets, salvo en A Rise in the Road (2013), y en infinidad de grabaciones para otros artistas, Jimmy Haslip ha editado dos discos bajo su nombre, y otros dos, como componente de super grupos :

### Como solista
- 1993 - Arc - GRP Records
- 2000 - Red Heat - Rounder

### Como componente de grupos
- 2001 - Trio Loco (con Danny Gottlieb y Jeff Richman) -  Metli / Nefer
- 2002 - Jing Chi (con Vinnie Colaiuta y Robben Ford) - Tone Center
- 2003 - Jing Chi Live at Yoshi's - Shrapnel
- 2004 - 3D (Jing Chi) -  Tone Center
- 2009 - Migration  (con Hamilton Sterling - Helikon Sound
- 2010 - Blues for Tony (con  Allan Holdsworth, Alan Pasqua y Chad Wackerman) - MoonJune Records

## Colaboraciones
Jimmy Haslip ha colaborado, entre otros artistas con Gino Vanelli, David Sanborn, Otmaro Ruiz, Rod Stewart, Michael Sembello, Joe Cocker, Vince Mendoza, Chaka Khan, Eric Marienthal, Al Jarreau, John Scofield, Crosby, Stills & Nash, Tom Scott, Bo Diddley, Dori Caymmi, Ivan Lins, Flora Purim, Airto Moreira, Larry Carlton, Booker T. Jones, Kiss, Tommy Bolin, Carmine Appice, Michael Narada Walden, Milton Nascimento, Roy Ayers, Mark Stein, Lee Ritenour, Walter Becker, Allan Holdsworth, Randy Crawford, Diane Reeves, James Ingram, Bonnie Raitt, Pat Metheny, Branford Marsalis, Blackjack, Michael Bolton, Kenny G, Bob Mintzer, Randy Brecker, Bob James, Vinnie Colaiuta, Dave Grusin, Nana Vasconcelos, Justo Almario, Diana Ross, Bobby Lyle, Andy Narell, Toots Thielemans, Harvey Mason, Paulinho Da Costa, Alex Acuña, Tower of Power Horns, Richard Page, Steve Khan, Peter Erskine, Dennis Chambers, Andy Laverne, Terry Bozzio, Joe Sample, David Benoit, Ron Wood, Leon Ndugu Chancler, The Rippingtons, Robben Ford, Nigel Olsen, Joshua Redman, Michael McDonald, Phil Perry, Andy Summers, Bela Fleck, Bobby McFerrin, Take 6, Anita Baker, Donald Fagen, Kenny Garrett, Gerald Albright, Bruce Willis, Chuck Loeb, Kurt Elling, Luis Conte, Dwight Sils, Terri Lynn Carrington, Patrice Rushen, Milton Nascimento o George Harrison.

## Equipo
Jimmy Haslip usa instrumentos MTD, Yamaha, Tobias y Roscoe, generalmente de cinco o más cuerdas y amplificadores SWR, compañía con la que el artista mantiene un contrato de endorsment.